# Зверев, Анатолий Михайлович
Анатолий Михайлович Зверев (1925—1944) — Герой Советского Союза, стрелок 973-го стрелкового полка (270-я стрелковая дивизия, 6-я гвардейская армия, 1-й Прибалтийский фронт), младший сержант.

## Биография
Родился 24 апреля 1925 года в селе Бахтемир Икрянинского района Астраханской области в семье крестьянина. Русский.
В 1930 году семья попала под раскулачивание и была выслана на спецпоселение в Тюменскую область. Жил в посёлке Шуга Надымского района Ямало-Ненецкого округа, окончил 7 классов.
В год начала войны Анатолию было только 16 лет и на фронт его не взяли.
В 1942 году окончил педагогическое училище в г. Салехард, работал учителем в семилетней школе посёлка Катравож Приуральского района.
В Красной Армии с декабря 1943 года, с того же времени — на фронте. Младший сержант А. Зверев отличился в боях при освобождении Белоруссии.
26 июня 1944 года младший сержант А. Зверев в числе первых форсировал р. Западную Двину в районе деревни Ерошево (Шумилинский район, Витебская область). Скрытно подобравшись к траншее врага, закидал её гранатами, уничтожив 10 немецких солдат, чем способствовал переправе штурмовых отрядов полка. В этом бою погиб.

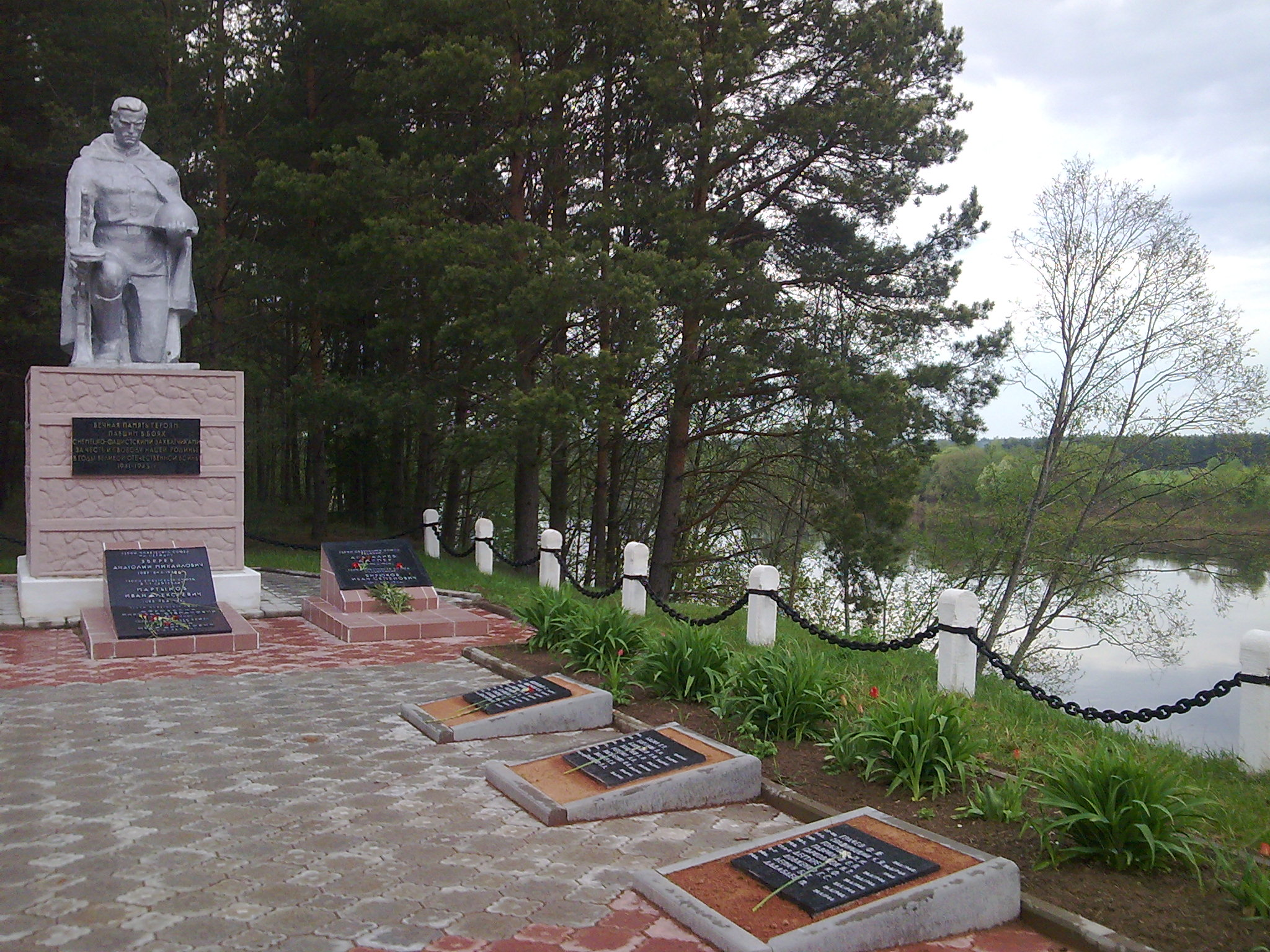
Мемориальный комплекс в Узречье, где похоронен А. М. Зверев

Похоронен в посёлке Улла Витебской области. На могиле установлен памятник. Позднее перезахоронен в братской могиле на воинском кладбище в Узречье Улльского сельсовета Бешенковичского района Витебской области Беларуси. На кладбище сооружён мемориальный комплекс.

## Награды и звания
- Звание Героя Советского Союза младшему сержанту Звереву Анатолию Михайловичу присвоено посмертно указом Президиума Верховного Совета СССР от 24 марта 1945 года посмертно.

## Память
- На берегу Западной Двины в Витебской области, на месте подвига Анатолия Зверева стоит памятный обелиск.
- В 1975 году на торжественное открытие памятной доски Анатолия Зверева в город Надым приезжала мать Героя Мария Андреевна[2].
- 27 февраля 1987 года в городе Надым Ямало-Ненецкого автономного округа Тюменской области был торжественно установлен бюст Анатолия Зверева, авторами которого стали архитектор Пётр Гумич и скульптор Павел Нядонги[2].
- Существует памятник герою в посёлке Бахтемир Астраханской области, где он родился.
- 14 июня 1965 года именем героя был назван посёлок Анатолия Зверева Икрянинского района Астраханской области.
- Имя А. М. Зверева носит улица в родном селе Бахтемир, улица в городе Надым Ямало-Ненецкого автономного округа Тюменской области.
- В школьном музее школы № 2 г. Надым (Музей Боевой Славы им. Героя Советского Союза Зверева А. М.) установлены 14 постоянно действующих стендов о жизни и подвиге А. М. Зверева, его семье, однополчанах. Имеются подлинные вещи из семейного архива Зверевых, фотографии, письма, личный дневник Героя, фронтовые газеты, военные карты, обмундирование, снаряжение. Всего более полутора тысяч экспонатов.
- Именем героя назван Салехардский педагогический колледж, некогда выпустивший из своих стен молодого учителя.
- Навечно зачислен в списки воинской части.